# Specials (album)
Specials è il primo album dei The Specials, pubblicato nel 1979 per l'etichetta discografica 2 Tone Records/Chrysalis.

## Tracce
1. A Message to You Rudy (Perry, Thompson) 2:53 (Dandy Livingstone cover)
2. Do the Dog (Dammers, Thomas) 2:09
3. It's Up to You (Bradbury, Byers, Dammers, Golding, Hall, Panter, Staples) 3:25
4. Nite Klub (Bradbury, Byers, Dammers, Golding, Hall, Panter, Staples) 3:22
5. Doesn't Make It Alright (Dammers, Golding)	3:26
6. Concrete Jungle (Byers) 3:18
7. Too Hot (Campbell) 3:09 (Prince Buster cover)
8. Monkey Man (Hibbert)[2] 2:45 (Toots and the Maytals cover)
9. (Dawning of A) New Era (Dammers) 2:24
10. Blank Expression (Bradbury, Byers, Dammers, Golding, Hall, Panter, Staples) 2:43
11. Stupid Marriage (Dammers, Harrison, Staples) 3:49
12. Too Much Too Young (Dammers) 2:16
13. Gangsters (Bradbury, Byers, Dammers, Golding, Hall, Panter, Staples) 2:43
14. Little Bitch (Dammers) 2:31
15. You're Wondering Now (Seymour)[3] 2:36 (The Skatalites - Andy and Joey cover)

## Formazione
- Terry Hall - voce
- Neville Staple - voce
- Lynval Golding - chitarra ritmica, voce
- Roddy Radiation - chitarra solista, voce nella traccia 6
- Jerry Dammers - tastiere
- Sir Horace Gentleman - basso
- John Bradbury - batteria
- Chrissie Hynde - voce
- Rico Rodriguez - trombone
- Dick Cuthell - fiati